# فرار کن یا ازدواج کن

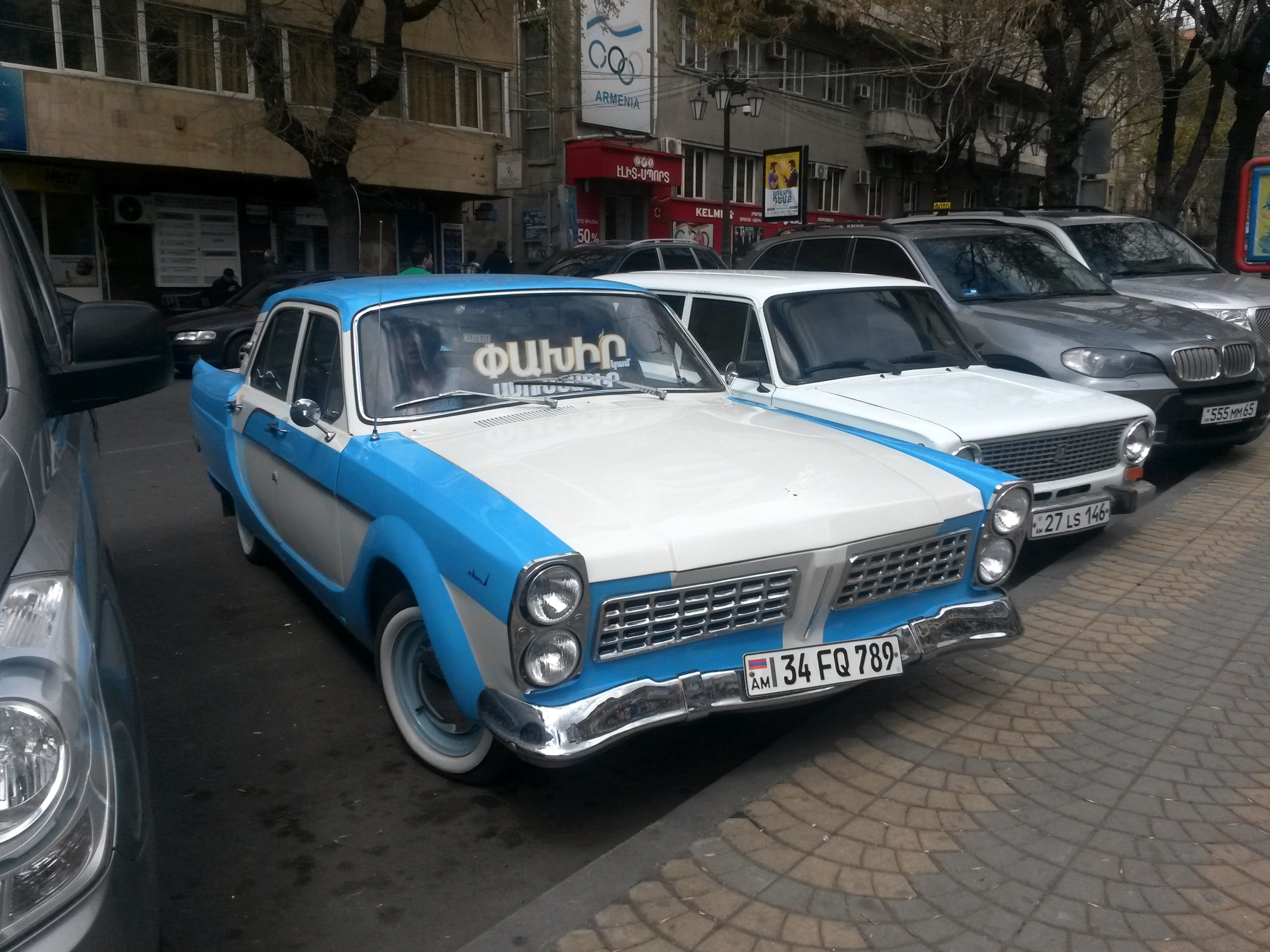

فرار کن یا ازدواج کن (ارمنی: (Փախիր կամ ամուսնացիր) یک فیلم کمدی است به کارگردانی هایک کبیان که در سال ۲۰۱۶ منتشر شد. از بازیگران آن می‌توان به ایوتا موکوچیان و مکرتیچ آرزومانیان اشاره کرد.